# Nightfall (gruppo musicale)
I Nightfall sono un gruppo musicale gothic metal formatosi ad Atene (Grecia), nel 1991.

## Storia del gruppo
Il gruppo fu formato nel 1991 dal frontman e bassista Efthimis Karadimas. Dopo alcuni mesi, Karadimas produsse un unico demo, Vanity. Il demo fu notato da Holy Records, un'etichetta discografica attiva da poco tempo. Seguì un contratto che portò alla pubblicazione del loro album di debutto, Parade into Centuries, nel 1992. La sua pubblicazione fu un successo, stabilendo una tradizione di etichette francesi che pubblicavano dischi di gruppi greci. Il gruppo rimase con Holy Records per tutta la decade, pubblicando con essa Macabre Sunsets nel 1994, Athenian Echoes nel 1995, Lesbian Show nel 1997 e Diva Futura nel 1999, con relativi tour in Europa. In quasi ogni album la formazione cambiava, con Karadimas come solo membro costante
. Nei primi tempi, Chris Adamou era chitarrista ritmico e Costas Savvidis batterista, ma in seguito Jim Agelopoulos e Phil Anton presero il ruolo di chitarristi: Bob Katsionis si unì per un'apparizione al Wacken Open Air del 2001, con Mark Cross alla batteria, e Mike Galiatsos alla chitarra solista. Katsionis in seguito suonò anche la chitarra: lui e Cross diventarono, alcuni anni dopo, membri dei Firewind.
Negli anni seguenti, il gruppo ottenne un contratto con la label greca Black Lotus Records, con cui pubblicarono I Am Jesus nel 2003 e Lyssa: Rural Gods and Astonishing Punishments nel 2005. Nel 2005 i Nightfall smisero di esibirsi dal vivo, e George Bokos si unì ai Rotting Christ. Inoltre, il batterista George Kollias, che aveva suonato in questi due album, si unì ai Nile. Il gruppo si era apparentemente sciolto senza annunci ufficiali. Nel 2009 il tecnico Stathis Kassios introdusse il chitarrista Evan Hensley a Karadimas per convincerlo a scrivere nuovo materiale insieme. Il batterista e produttore Jörg Uken aveva già contatti con Efthimis Karadimas, e nel 2010 fu annunciata la nuova formazione: il tutto portò ad un contratto con l'etichetta Metal Blade Records, portando alla pubblicazione di Astron Black and the Thirty Tyrants nel 2010 (il cui artwork fu progettato da Travis Smith.) e Cassiopeia nel 2013. Nel 2011, si aggiunsero alla formazione il chitarrista Constantine Ridis e il bassista Stathis Ridis., ma dopo la pubblicazione dell'album, il gruppo andò in pausa. Nel giugno 2020 il gruppo annunciò un ritorno alle esibizioni dal vivo nella propria pagina Facebook. La formazione attuale include Efthimis Karadimas, più il ritorno degli ex-membri Mike Galiatsos e Kostas Kyriakopoulos alle chitarre e Fotis Bernardo dei Septicflesh alla batteria. Il mese successivo, il gruppo firmò un contratto con la Season of Mist, che acquistò tutti i diritti del loro catalogo. Inoltre, fu pubblicato un album sotto questa label, At Night We Prey nel 2021.

## Formazione
Attuale
- Efthimis Karadimas - voce (1991–presente) basso (1991-1999, 2002-2005, 2020-present), tastiera (1991-1992, 1999-2005)
- Mike Galiatsos - chitarra (1991–1999, 2020-presente)
- Kostas Kyriakopoulos - basso (2004–2005) chitarra (2020-presente)
- Fotis Bernardo - batteria (2020-present)

Ex-membri
- Chris Adamou - chitarra (1991–1995)
- Costas Savidis - batteria (1991–1995)
- George Aspiotis - tastiera, effetti, pianoforte (1992–1999)
- Jim Agelopoulos - chitarra (1996-1997)
- Phil Anton - chitarra (1998–2000)
- Bob Katsionis - chitarra, tastiera (1999–2005)
- Marc McKnight - basso (1999–2002)
- Mark Cross - batteria (1999-2000)
- George Kollias - batteria (2000–2005)
- George Bokos - chitarra (2002–2005)
- Fotis Anagnostou - basso (1999, morto nel 2021)
- Nikos Papadopoulos - basso (2010-2011)
- Evan Hensley - chitarra (2009–2020)
- Constantine - chitarra (2011–2020)
- Stathis Ridis - basso (2011–2020)
- Stathis Kassios - tastiera (2004–2020)
- Jörg Uken - batteria (2009–2020)

## Discografia
Album in studio
- 1992 - Parade into Centuries
- 1994 - Macabre Sunsets
- 1995 - Athenian Echoes
- 1997 - Lesbian Show
- 1999 - Diva Futura
- 2003 - I Am Jesus
- 2005 - Lyssa: Rural Gods and Astonishing Punishments
- 2010 - Astron Black and the Thirty Tyrants
- 2013 - Cassiopeia
- 2021 - At Night We Prey

EP
- 1995 - Eons Aura
- 1999 - Anthems of the Night
- 1999 - Electronegative

Raccolte
- 2009 - Nightfall (Best Of)
- 2020 - Holy Nightfall - The Black Leather Cult Years